# Xã New Dosey, Quận Pine, Minnesota
Xã New Dosey (tiếng Anh: New Dosey Township) là một xã thuộc quận Pine, tiểu bang Minnesota, Hoa Kỳ. Năm 2000, dân số của xã này là 74 người.